# Daihatsu Materia
El Daihatsu Materia o Coo es un automóvil del segmento B producido por el fabricante japonés Daihatsu desde el año 2006 hasta 2016. Es un cinco plazas con motor delantero transversal y tracción delantera. Utiliza la misma plataforma y los mismos motores que la segunda generación del Daihatsu Sirion, y es idéntico a la segunda generación del Scion xB.
La carrocería de cinco puertas del Materia, con su capó casi horizontal y sus parabrisas y luneta trasera muy verticales, lo asemejan a modelos asiáticos tales como el Kia Soul, el Nissan Cube, el Nissan Note y el Toyota Ist. Este detalle lo aleja de monovolumenes europeos como el Fiat Idea, el Renault Modus y el Opel Meriva, aunque su altura es similar y los asientos también están colocados en una posición alta y vertical.
Sus dos motores son de gasolina, ambos de cuatro cilindros en línea: un 1.3 litros de 91 CV y un 1.5 litros de 103 CV. Se ofrece con cajas de cambios manual de cinco marchas y automática de cuatro marchas.